# Catedral de San Rafael (Surat Thani)
La Catedral de San Rafael o simplemente Catedral de Surat Thani (en tailandés: อาสนวิหารอัครเทวดาราฟาแอล) es el nombre que recibe un edificio religioso que está afiliado a la Iglesia Católica y se encuentra en la ciudad de Surat Thani en la provincia del mismo nombre al sur del país asiático de Tailandia.
El actual templo fue construido en 1962 y se convirtió en catedral con la creación de la diócesis de Surat Thani (Dioecesis Suratthanensis o สังฆมณฑลสุราษฎร์ธานี) que fue establecida en 1969 con la bula "Qui Regno Christi" del papa Pablo VI.
Esta bajo la responsabilidad pastoral del obispo Joseph Prathan Sridarunsil.